# Garacharma
Garacharma – miasto w Indiach (terytorium związkowe Andamany i Nikobary). Według danych szacunkowych na rok 2008 liczy 10 980 mieszkańców. Ośrodek przemysłowy.